# 에리크 바크만
에리크 나타나엘 바크만(스웨덴어: Eric Natanael Backman, 1896년 5월 18일 ~ 1965년 6월 29일)은 스웨덴의 장거리달리기 선수로 1920년 안트베르펀 올림픽에서 자신의 최고 성과를 거두었다.
그는 8000m 크로스컨트리 경주에서 2.6초로 전설 파보 누르미의 뒤에서 은메달을 획득하였다. 바크만은 2위를 했고 다른 스웨덴 선수들은 10위와 12위를 했다. 이 때 바크만은 개인전에서 메달을 따지 못했지만, 다시 스웨덴 대표팀을 3위로 당겼다. 바크만은 5000m에서 다시 파보 누르미에 이어 3위를 하였다.
바크만은 흡연자였고 술을 즐겼으며, 아직 그는 1918년부터 1923년까지 5000m와 10000m에서 8회의 국내 챔피언이며 5000m, 10000m, 5 마일과 1시간 달리기에서 국내 기록들을 보유하였다. 1943년 이후 그는 셰브데의 볼보 공장에서 일하였다.

## 참조
1. ↑  에리크 바크만[깨진 링크(과거 내용 찾기)]. sports-reference.com
2. ↑  에리크 바크만[깨진 링크(과거 내용 찾기)]. 스웨덴 올림픽 위원회